# 주안상
주안상(酒案床)은 술을 대접하기 위해 차리는 상(床)이다. 청주, 소주, 탁주 등의 술을 사용하는데, 청주는 따끈하게 데운다. 술안주로는 전골이나 찌개와 같이 국물이 있는 뜨거운 것 한 가지와, 전유어나 회·편육·겨자채 중에서 몇 가지를 김치와 함께 낸다.

## 같이 보기
- 반주
- 안주